# Iusuf Macyjew
Iusuf Jakubowicz Macyjew (ros. Иусуф Якубович Мациев; ur. 8 sierpnia 2003) – kazachski zapaśnik walczący w stylu klasycznym.
Srebrny medalista mistrzostw Azji w 2024. Wicemistrz Azji U-23 w 2025. Drugi na MŚ juniorów w 2022 i trzeci mistrzostwach Azji w 2023 roku.